# Judy Playfair
Judy Playfair (Sídney, Australia, 14 de septiembre de 1953) es una nadadora australiana retirada especializada en pruebas de estilo libre y estilo braza, donde consiguió ser subcampeona olímpica en 1968 en los 4 x 100 metros estilos.

## Carrera deportiva
En los Juegos Olímpicos de México 1968 ganó la medalla de plata en los 4 x 100 metros estilos (nadando el largo de braza), con un tiempo de 4:30.0 segundos, tras Estados Unidos y por delante de Alemania del Oeste (bronce), siendo sus compañeras: Lynne Watson, Lyn McClements y Janet Steinbeck.